# K Hasselt VV
Dernière mise à jour : 22 mai 2014.
Le Koninklijke Hasseltse Voetbalvereniging est un ancien club de football belge basé à Hasselt, fondé en 1908 et disparu en 1964 dans une fusion avec un autre club de la ville, l'Excelsior FC, pour former le K. SC Hasselt. 
Le club portait le matricule 65, et a joué 18 saisons dans les séries nationales, dont 12 en troisième division nationale.

## Histoire

### Fondation et première fusion
Le Voetbalkring Vlug en Vrij Hasselt est fondé à Hasselt le 18 mars 1908. Il s'affilie à l'Union Belge le 7 octobre 1909, quatre jours avant un autre club de la localité, L'Avenir Football Club de Hasselt. Ce dernier atteint rapidement les séries nationales mais n'y dispute que la saison 1912-1913 avant d'en être relégué. La Première Guerre mondiale met les compétitions sportives en suspens et les clubs en difficulté, notamment en termes de joueurs. Ainsi, en mai 1916, le Vlug & Vrij et L'Avenir décident de fusionner et forment le Hasseltse Voetbalvereniging. Le nouveau club est affilié à la fédération nationale en janvier 1917 et reprend les compétitions régionales en 1919.

### Accession aux séries nationales
Le club joue les premiers rôles dans sa série et remporte même le titre de champion du Limbourg en 1922 mais il échoue ensuite dans le tour final inter-régional pour la montée en Promotion, alors second et dernier niveau national. En décembre 1926, le club reçoit le matricule 65 et, un an plus tard, remporte une nouvelle fois sa série régionale. Cette fois, il est promu directement au troisième niveau national créé un an plus tôt. Après deux saisons honorables conclues en milieu de classement, le club est relégué vers les séries provinciales en 1930. Il remporte le titre de champion provincial un an plus tard et loupe un second titre consécutif, terminant la saison 1932 à la deuxième place, sept points derrière le champion, le Stade Waremmien. Le club finit encore dans le sub-top à trois reprises mais en 1936, il échoue à la dernière place de sa série, synonyme de relégation vers les divisions régionales.

### Retour en provinciales
Le club joue ensuite durant plusieurs années en deuxième régionale, le plus haut niveau en dessous des séries nationales de l'époque. Toujours classé parmi les cinq premiers, il finit par remporter le titre en 1944 mais à cause des combats marquant la fin de la Seconde Guerre mondiale, il doit patienter jusqu'en septembre 1945 pour faire son retour au niveau national. Le passage du club en Promotion est de courte durée, une avant-dernière place en 1947, soit deux ans après son accession, le renvoyant au niveau inférieur. Le 5 avril 1951, le club est reconnu « Société Royale » et prend le nom de Koninklijke Hasseltse Voetbalvereniging. Un an plus tard, les séries nationales et provinciales sont réformées et le club est reversé en première provinciale, le plus haut niveau en dessous de la Promotion, devenue quatrième division nationale.

### Dernier passage en nationales et disparition
En 1955, le club remporte le titre provincial et accède à nouveau aux séries nationales. Il y joue deux saisons tranquilles puis échoue dans la course au titre en 1958, terminant vice-champion à cinq points du vainqueur, à nouveau le Stade Waremmien. Ce n'est que partie remise pour les joueurs limbourgeois qui peuvent fêter un titre de champion l'année suivante, avec deux points d'avance sur le R. FC Bressoux et la meilleure attaque de toutes les divisions nationales avec 95 buts inscrits. Pour sa première saison en Division 3, le club termine quatrième mais l'année suivante, il finit bon dernier de sa série et est renvoyé en Promotion. Deux ans plus tard, il remporte un nouveau titre de Promotion. Il finit à égalité de points avec le VV Verbroedering Mechelen-aan-de-Maas et est sacré champion pour avoir concédé une défaite de moins. Malheureusement, une affaire de corruption éclate et le club est doublement sanctionné. Son titre lui est retiré et il subit une rétrogradation administrative en première provinciale.
Le club ne parvient pas à remonter directement en Promotion et en 1964, un an après sa relégation, il finit par fusionner avec son rival de l'Excelsior pour former le KSC Hasselt. Le club conserve le matricule 37 de l'Excelsior, le matricule 65 du VV étant radié par la fédération.

### Reconstitution
Déçus par la fusion avec le grand rival, plusieurs supporters décident de créer un nouveau Hasselt VV. C'est ainsi qu'en avril 1965, le Hasselt Vlug & Vrij s'affilie à l'Union Belge qui lui attribue le matricule matricule 6803. En 2005, il absorbe le VV RKC Hasselt, porteur du matricule 7595, pour former le Football Club Torpedo Hasselt et conserve son matricule. Des pourparlers pour une nouvelle fusion avec le voisin du Herk Sport Hasselt sont régulièrement annoncés mais à chaque fois, la fusion échoue. Depuis sa fondation, le club n'a jamais évolué dans les séries nationales.

## Résultats dans les divisions nationales
Statistiques clôturées, club disparu

### Palmarès
- 1 fois champion de Promotion en 1959.

### Bilan
| Niv | Divisions     | Jouées | Titres | TM Up | TM Down |
| --- | ------------- | ------ | ------ | ----- | ------- |
| I   | 1re nationale | 0      | 0      |       |         |
| II  | 2e nationale  | 0      | 0      |       |         |
| III | 3e nationale  | 12     | 0      |       |         |
| IV  | 4e nationale  | 6      | 1      |       |         |
| V   | 5e nationale  | 0      | 0      |       |         |
|     |               |        |        |       |         |
|     | TOTAUX        | 18     | 1      | 0     | 0       |

- TM Up : test-match pour départager des égalités, ou toutes formes de Barrages ou de Tour final pour une montée éventuelle.
- TM Down : test-match pour départager des égalités, ou toutes formes de Barrages ou de Tour final pour le maintien.

### Classement saison par saison
| Ordre                             | Saison  | Nom du club                                                                            | Niveau                                                                                 | Classement final                                                                       | Remarques                                                                              |
| --------------------------------- | ------- | -------------------------------------------------------------------------------------- | -------------------------------------------------------------------------------------- | -------------------------------------------------------------------------------------- | -------------------------------------------------------------------------------------- |
| 1                                 | 1927-28 | Hasseltse VV                                                                           | Promotion (D3) série C                                                                 | 6e/14                                                                                  |                                                                                        |
| 2                                 | 1928-29 | Hasseltse VV                                                                           | Promotion (D3) série C                                                                 | 8e/14                                                                                  |                                                                                        |
| 3                                 | 1929-30 | Hasseltse VV                                                                           | Promotion (D3) série C                                                                 | 13e/14                                                                                 | Relégué                                                                                |
| séries régionales                 |         |                                                                                        |                                                                                        |                                                                                        |                                                                                        |
| 4                                 | 1931-32 | Hasseltse VV                                                                           | Promotion (D3) série D                                                                 | 2e/14                                                                                  |                                                                                        |
| 5                                 | 1932-33 | Hasseltse VV                                                                           | Promotion (D3) série D                                                                 | 5e/14                                                                                  |                                                                                        |
| 6                                 | 1933-34 | Hasseltse VV                                                                           | Promotion (D3) série D                                                                 | 3e/14                                                                                  |                                                                                        |
| 7                                 | 1934-35 | Hasseltse VV                                                                           | Promotion (D3) série D                                                                 | 3e/14                                                                                  |                                                                                        |
| 8                                 | 1935-36 | Hasseltse VV                                                                           | Promotion (D3) série C                                                                 | 14e/14                                                                                 | Relégué                                                                                |
| séries régionales                 |         |                                                                                        |                                                                                        |                                                                                        |                                                                                        |
| 9                                 | 1945-46 | Hasseltse VV                                                                           | Promotion (D3) série B                                                                 | 9e/19                                                                                  |                                                                                        |
| 10                                | 1946-47 | Hasseltse VV                                                                           | Promotion (D3) série A                                                                 | 17e/18                                                                                 | Relégué                                                                                |
| séries régionales et provinciales |         |                                                                                        |                                                                                        |                                                                                        |                                                                                        |
| 11                                | 1955-56 | K. Hasseltse VV                                                                        | Promotion série D                                                                      | 9e/16                                                                                  |                                                                                        |
| 12                                | 1956-57 | K. Hasseltse VV                                                                        | Promotion série A                                                                      | 8e/16                                                                                  |                                                                                        |
| 13                                | 1957-58 | K. Hasseltse VV                                                                        | Promotion série D                                                                      | 2e/16                                                                                  |                                                                                        |
| 14                                | 1958-59 | K. Hasseltse VV                                                                        | Promotion série D                                                                      | 1er/16                                                                                 | Champion et promu                                                                      |
| 15                                | 1959-60 | K. Hasseltse VV                                                                        | Division 3 série A                                                                     | 4e/16                                                                                  |                                                                                        |
| 16                                | 1960-61 | K. Hasseltse VV                                                                        | Division 3 série B                                                                     | 16e/16                                                                                 | Relégué                                                                                |
| 17                                | 1961-62 | K. Hasseltse VV                                                                        | Promotion série D                                                                      | 5e/16                                                                                  |                                                                                        |
| 18                                | 1962-63 | K. Hasseltse VV                                                                        | Promotion série D                                                                      | 1er/16                                                                                 | Relégation pour corruption                                                             |
| séries provinciales               |         |                                                                                        |                                                                                        |                                                                                        |                                                                                        |
| X                                 | 1964    | Fusion avec l'Excelsior Hasselt pour former le KSC Hasselt, le matricule 65 est radié. | Fusion avec l'Excelsior Hasselt pour former le KSC Hasselt, le matricule 65 est radié. | Fusion avec l'Excelsior Hasselt pour former le KSC Hasselt, le matricule 65 est radié. | Fusion avec l'Excelsior Hasselt pour former le KSC Hasselt, le matricule 65 est radié. |